# Diplosoma fecundum
Diplosoma fecundum är en sjöpungsart som beskrevs av Kott 2004. Diplosoma fecundum ingår i släktet Diplosoma och familjen Didemnidae. Inga underarter finns listade i Catalogue of Life.